# بارا بارا بيري بيري
بارا بارا بيري بيري (باللاتينية: Bara Bará Bere Berê) أغنية برازيلية شهيرة باللغة البرتغالية ومغناة من قبل عدة مغنين ومنهم المغني البرازيلي أليكس فيراري (باللاتينية: Alex Ferrari) الذي نجح بنسخته في فرنسا حيث وصل للمرتبة الأولى وحاز بنجاح أيضا في بلجيكا الفرنسية.
كما نجح المغني البرازيلي ليو رودريغيز (باللاتينية: Leo Rodriguez) الذي نجح بنسخة أخرى مع كلمات مضافة في قائمة أغاني هولندا وفي بلجيكا في المقاطعات المتحدثة بالهولندية.
ولقد سجل مغني الـ سرتانيجو البرازيلي العالمي الشهير ميشال تيلو (باللاتينية: Michel Teló) مع نسخة ثالثة من الأغنية حيث لقي النجاح في كل من النمسا وألمانيا وهولندا وإسبانيا.

## وصلات خارجية
- فيديو كليب أغنية "Bara Bará Bere Berê" للمغني Alex Ferrari على يوتيوب
- فيديو كليب أغنية "Bara Bará Bere Berê" للمغني Leo Rodriguez على يوتيوب
- فيديو كليب أغنية "Bara Bará Bere Berê" للمغني Michel Teló على يوتيوب